# Inför högre rätt
Inför högre rätt (engelska: Name the Man) är en amerikansk stumfilm från 1924 i regi av Victor Sjöström, med Mae Busch i huvudrollen. Den är baserad på romanen The Master of Man av Hall Caine.
Filmen producerades av Goldwyn Pictures i samarbete av Cosmopolitan Productions
Filmen är Sjöströms första i Hollywood, och anses allmänt vara något av ett misslyckande.
Inför högre rätt finns bevarad i Cinematique royale de Belgique (ett filmarkiv i Bryssel), Cinemateket (en del av Svenska Filminstitutet) och Gosfilmofond (ett statligt filmarkiv i Moskva.

## Rollista
- Mae Busch – Bessie Collister
- Conrad Nagel – Victor Stowell
- Hobart Bosworth – Christian Stowell
- Creighton Hale – Alick Gell
- Patsy Ruth Miller – Fenella Stanley
- Winter Hall – Stanley, guvernör
- Aileen Pringle – Isabelle
- DeWitt Jennings – Dan Collister
- Evelyn Selbie – Lisa Collister
- Mark Fenton – konstapel Cain
- Anna Hernandez – Mrs. Quayle
- Mrs. Charles Craig – Mrs. Brown
- Cecil Holland – undersökningsdomaren
- Lucien Littlefield – Sharf
- William Orlamond – Taubman
- Charles Mailes – kronjurist
- Andrew Arbuckle – Vondy